# Johann Ulich
Johann Ulich auch: Uhlich (* 7. Juli 1634 in Leipzig; † 3. Januar 1712 in Wittenberg) war ein deutscher lutherischer Kirchenmusiker und Komponist.

## Leben
Ulich wurde als Sohn des Bürgers und Kunstgeigers in Leipzig Johann Ulich und seiner Frau Anna (geb. Müller, † 9. Juni 1671 in Wittenberg) geboren. Möglicherweise besuchte er die  Thomasschule zu Leipzig, denn er scheint schon in jungen Jahren eine musikalische Ausbildung erhalten zu haben. Sicher ist, dass er sich im Wintersemester 1645 an der Universität Leipzig immatrikulierte. Ulich war ab 1654 Organist in Torgau. Am 11. März 1657 absolvierte er sein Probesingen an der Wittenberger Stadtkirche und wurde dort am 3. Juni desselben Jahres Kantor. 1674 wurde er zudem Organist an der Wittenberger Schlosskirche.
Mehrere Kompositionen Ulichs sind gedruckt erhalten. Von seinen Kirchenliedmelodien ist Meinen Jesus lass ich nicht in einer rhythmisch vereinfachten Fassung im Evangelischen Gesangbuch (Nr. 402) enthalten. Sie liegt u. a. der gleichnamigen Kantate von Max Reger zugrunde.

## Familie
Ulich war zweimal verheiratet. Seine erste Ehe schloss er am 3. Mai 1659 in Wittenberg mit Elisabeth († 23. Oktober 1705 in Wittenberg), der Tochter des Dr. med. und Bürgermeisters Jacob Joel Koch. Seine zweite Ehe ging er am 9. August 1707 in Wittenberg mit Maria Elisabeth († 27. Oktober 1733 in Wittenberg), der Tochter des Steuereinnehmers und Ratsherrn in Plauen Johann Löscher, ein. Aus den Ehen stammen Kinder. Von diesen kennt man:
- Anna Maria Ulich (* 9. März 1660 in Wittenberg; † 11. August 1663 ebenda)
- Elisabeth Ulich (* 28. April 1662 in Wittenberg;) verh. 21. Oktober 1682 mit dem Buchdrucker Christian Fincelius
- (August) Johann Christian Ulich (* 26. August 1664 in Wittenberg) Pastor in Mörz verh. Januar 1703 mit NN. (Grünberg liefert keine Angaben)
- Anna Catharina Ulich (* 3. April 1667 in Wittenberg) verh. mit dem Jenaer Stadtorganisten Johann Magnus Knüpfer (schwer lesbar)
- Gottfried Ulich (* 13. Juni 1669 in Wittenberg) verh. 13. Juli 1700 in Eisleben mit Catharina Maria (* 13. April 1683 in Eisleben), der Tochter des Diakons, sowie späteren Oberpfarrers an der St. Annen und Nicolaikirche in Eisleben Johann Kasper Franke (* 15. September 1651 in Weimar; † 14. Oktober 1707 in Halle (Saale)) und der Barbara Eisenhut († 27. März 1713 in Eisleben) er wurde Kantor an der St. Nicolaikirche in Eisleben.[5]
- Dorothea Ulich (* 18. August 1672 in Wittenberg; † 24. August 1672 ebenda)
- Maria Christiana Ulich (* 10. Juni 1674 in Wittenberg; † 27. Juni 1678 ebenda)
- Johannes Ulich (* 16. Juli 1677 in Wittenberg; † 1741 in Zerbst) wird Hofmusiker und Organist in Zerbst, verh. mit Anna Magdalena, die Tochter des Zerbsters Johann Heinrich Gerhardt
- Johann Gottfried Ulich (* 14. März 1709 in Wittenberg; † 16. März 1709 ebenda) starb nach der Taufe